# 이언 뱅크스
이언 멘지스 뱅크스(Iain Menzies Banks, 1954년 2월 16일 ~ 2013년 6월 9일)는 스코틀랜드 출신의 소설가이다. 일반 소설에서는 이언 뱅크스(Iain Banks), 과학 소설에서는 이언 M. 뱅크스(Iain M. Banks)라는 필명을 사용했다.

## 생애
스코틀랜드의 던펌린에서 태어났다. 어린 시절에는 판타지와 'SF'를 위시한 장르 소설을 탐독했으며, 가장 좋아하는 작가는 로버트 A. 하인라인과 J. R. R. 톨킨이었다고 한다. 아직 학생이었던 1970년에 최초의 작품이자 스파이 소설인 《헝가리제 수직 상승 제트기(The Hungarian Lift Jet)》를 쓰기 시작했고, 1972년에는 스털링 대학에 입학, 영문학과 심리학과 철학을 공부했다. 같은 해에 두 번째 장편이자 전쟁을 다룬 『TTR』를 집필했고, 대학 졸업 후에는 유럽과 모로코 등지를 방랑하면서 세 번째 장편이자 첫 번째 SF 소설인 『무기 사용(Use of Weapons)』을 탈고했다.
고향인 스코틀랜드로 돌아온 후에는 철강업계에 잠시 종사하다가 1979년에 런던으로 이주, 법률 사무소에 취직했다. 이 시기에 뱅크스는 『검은 배경(Against the Dark Background)』과 『게임의 명수(The Player of Games)』를 탈고했다. 그러나 그가 공식적으로 문단에 데뷔한 것은 '영문학사에 남는 걸작'이라는 찬사와 '쓰레기'라는 혹평을 동시에 받으며 문단 내외에서 엄청난 논쟁을 불러일으킨 베스트셀러 『말벌 공장』을 발표한 1984년이다. 1985년의 『유리 위를 걸으면(Walking on Glass)』을 필두로 이언 뱅크스는 주류와 장르의 경계를 넘나드는 소설들을 잇달아 발표했고, 영미권 독자층의 열렬한 지지를 받으며 비평가들에게서도 많은 찬사를 받았다.
1993년에는 영국 최고의 젊은 작가로 선정되었고, 1996년에는 베스트셀러 『크로 로드(The Crow Road)』가 텔레비전 영화로 제작되기도 했다.
「더 타임스(The Times)」는 이언 뱅크스를 "같은 세대에서 가장 뛰어난 상상력을 가진 영국 소설가"로 손꼽았다. SF계에서 그는 스페이스 오페라 〈컬처(Culture)〉 시리즈의 작가로 컬트적인 존경의 대상이 되고 있다.
쉽게 규정되지 않는 독창적인 작품들로 지난 26년간 독자들과 평단의 주목을 동시에 받으며 현대 영국 문학계에서 독보적인 위치를 차지하고 있는 이 작가에게는 이름이 두 개 있다. 하나는 이언 뱅크스(Iain Banks)란 이름으로 이른바 순문학 소설을 쓸 때 사용하고, 다른 하나는 Menzies라는 미들네임의 약자를 넣은 이언 M. 뱅크스(Iain M. Banks)라는 이름으로 SF 소설을 쓸 때 사용한다. 작가 자신의 애정은 둘 가운데 어느 한편으로 치우치는 일 없이 두 이름으로 각각 10편이 넘는 작품을 고르게 발표했으며, 발표하는 작품마다 높은 평가와 열렬한 반응을 받아왔다.
2013년 담낭암으로 세상을 떠났다.

## 작품 목록

### 이언 뱅크스 저작 목록
- The Wasp Factory (1984) -『말벌공장』(열린책들, 2005)
- Walking on Glass (1985)
- The Bridge (1986) -『다리』(열린책들, 2009)
- Espedair Street (1987)
- Canal Dreams (1989)
- The Crow Road (1992)
- Complicity (1993) -『공범』 (문학사상사, 1996), (열린책들, 2011)
- Whit (1995)
- A Song of Stone (1997)
- The Business (1999) (열린책들, 2012)
- Dead Air (2002)
- The Steep Approach to Garbadale (2007)

### 이언 M. 뱅크스〈컬처〉 시리즈
- Consider Phlebas (1987) - 『플레바스를 생각하라』(열린책들, 2007)
- The Player of Games (1988) - 『게임의 명수』(열린책들, 2011)
- The State of the Art (1989) - 단편집
- Use of Weapons (1990)
- Excession (1996)
- Inversions (1998)
- Look to Windward (2000)
- Matter (2008)

### 《컬처》 외의 SF
- Against a Dark Background (1993)
- Feersum Endjinn (1994)
- The Algebraist (2004) - 『대수학자』(열린책들, 2010)
- Transition (2009)